# جيم كلارك (لاعب هوكي جليد)
جيم كلارك هو لاعب هوكي جليد كندي، ولد في 11 أغسطس 1954 في تورونتو في كندا.

## وصلات خارجية
- جيم كلارك على موقع EliteProspects.com (الإنجليزية)
- جيم كلارك على موقع HockeyDB.com (الإنجليزية)